# Sideparken
Sideparken eller Side Gongyuan (kinesiska: 四德公园) är en park i Peking i Kina.  Sideparken ligger längs Airport Expressway vid nordöstra Fjärde ringvägen
Side Gongyuan ligger 40 meter över havet. Terrängen runt Side Gongyuan är mycket platt. Runt Side Gongyuan är det mycket tätbefolkat, med 1 361 invånare per kvadratkilometer. Runt Side Gongyuan är det i huvudsak tätbebyggt.
Inlandsklimat råder i trakten. Årsmedeltemperaturen i trakten är 15 °C. Den varmaste månaden är juli, då medeltemperaturen är 29 °C, och den kallaste är januari, med −3 °C. Genomsnittlig årsnederbörd är 711 millimeter. Den regnigaste månaden är juli, med i genomsnitt 222 mm nederbörd, och den torraste är januari, med 2 mm nederbörd.